# Kolegium jezuitów w Krzemieńcu

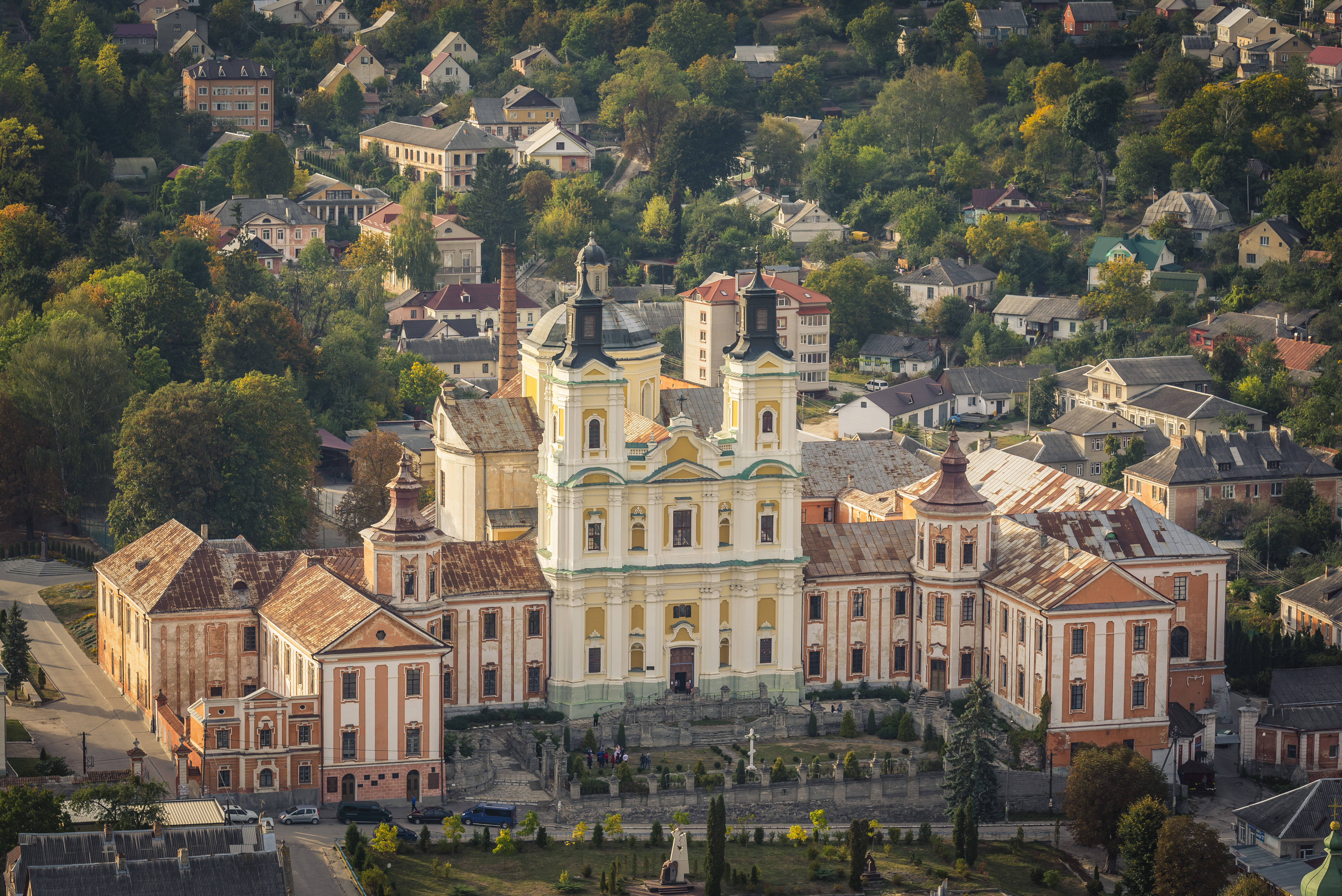
Budynek dawnego Liceum w Krzemieńcu

Kolegium jezuitów w Krzemieńcu – kolegium jezuickie założone w roku 1750 w Krzemieńcu na Wołyniu.
Grzegorz Piramowicz – od jesieni r 1764 kaznodzieja i profesor teologii moralnej w Kolegium.
Po kasacie zakonu w gmachu kolegium mieściły się od 1774 szkoły. W 1775 szkoły i fundusze objęła Komisja Edukacji Narodowej.